# Polícia Militar do Estado do Piauí

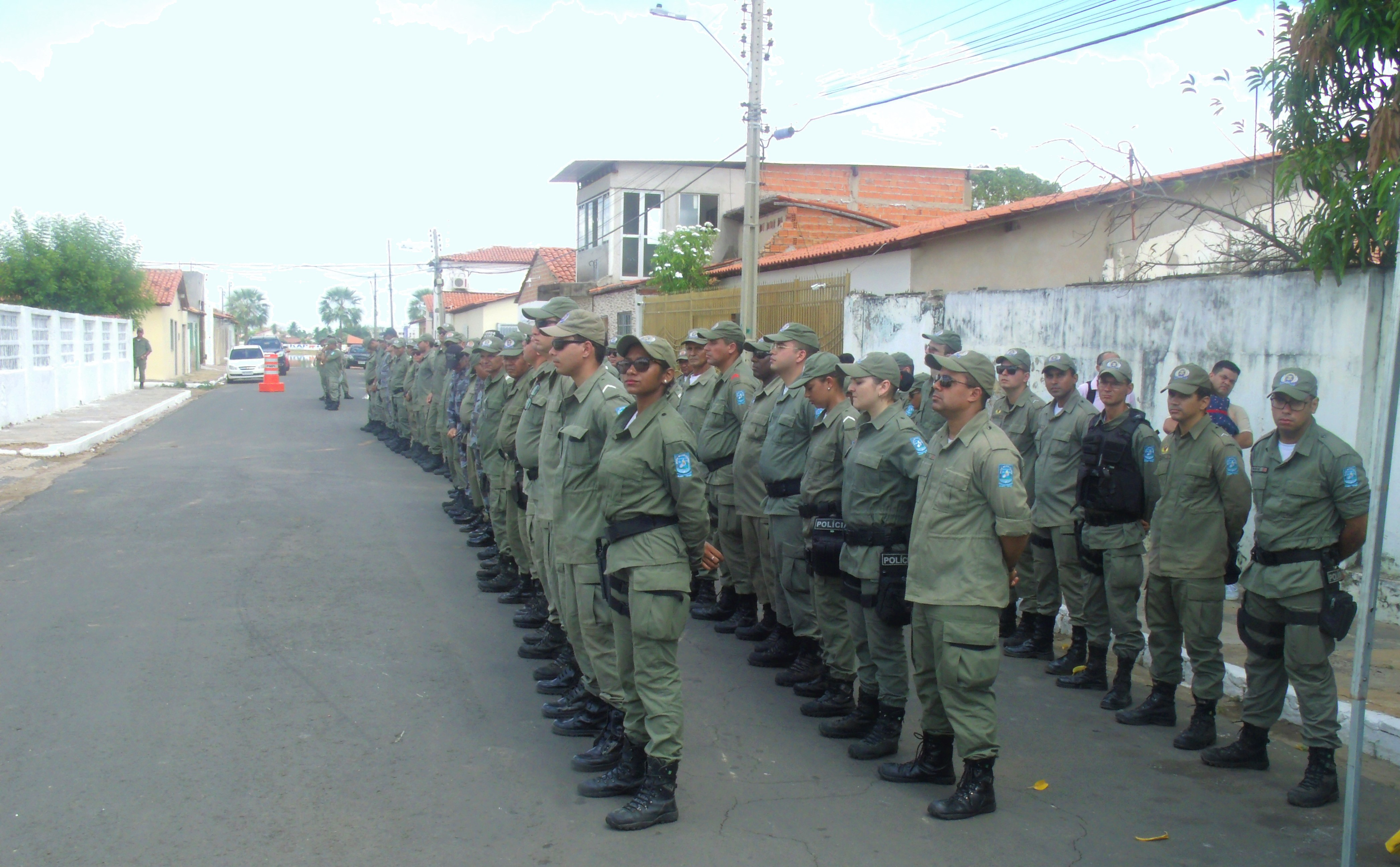
Tropas em um BPM.

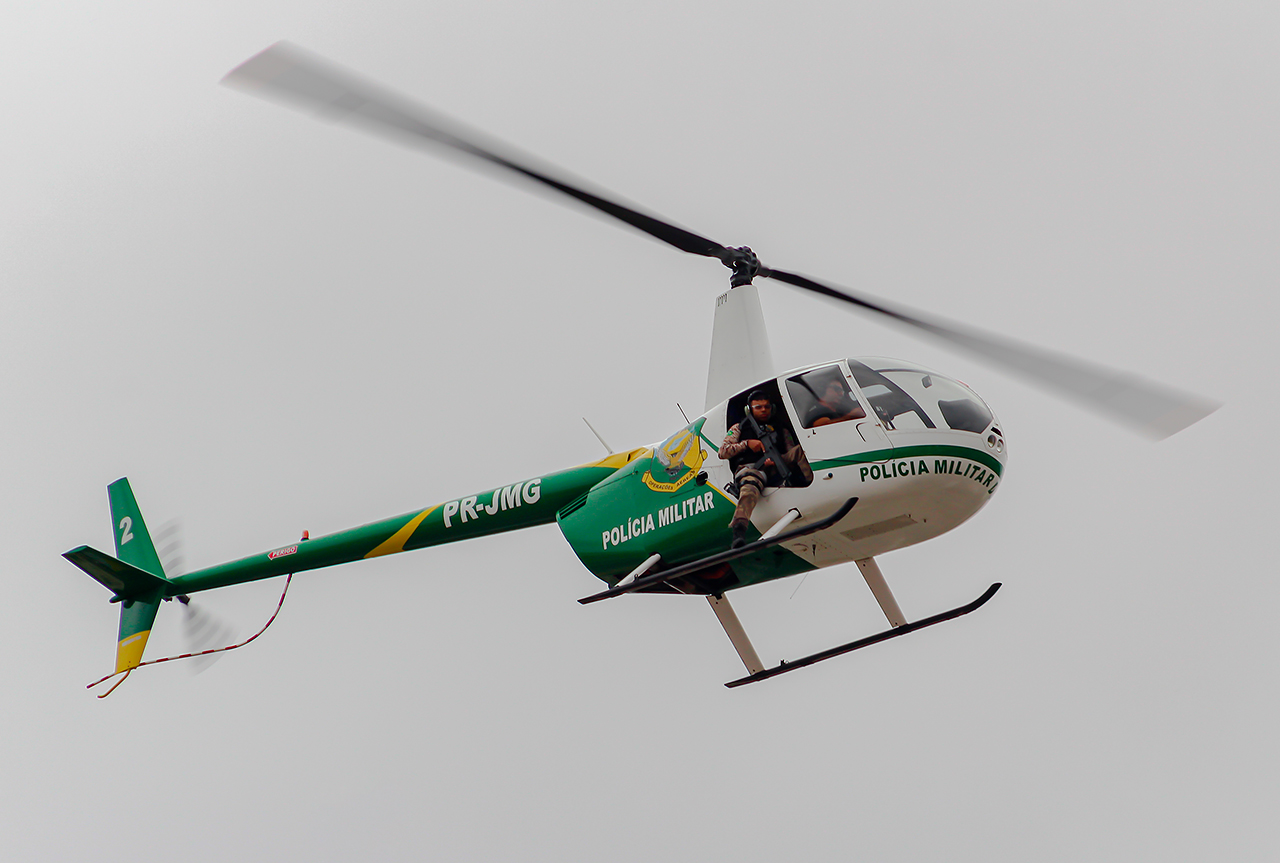
Robinson R44 Raven II da Polícia Militar do Estado do Piauí

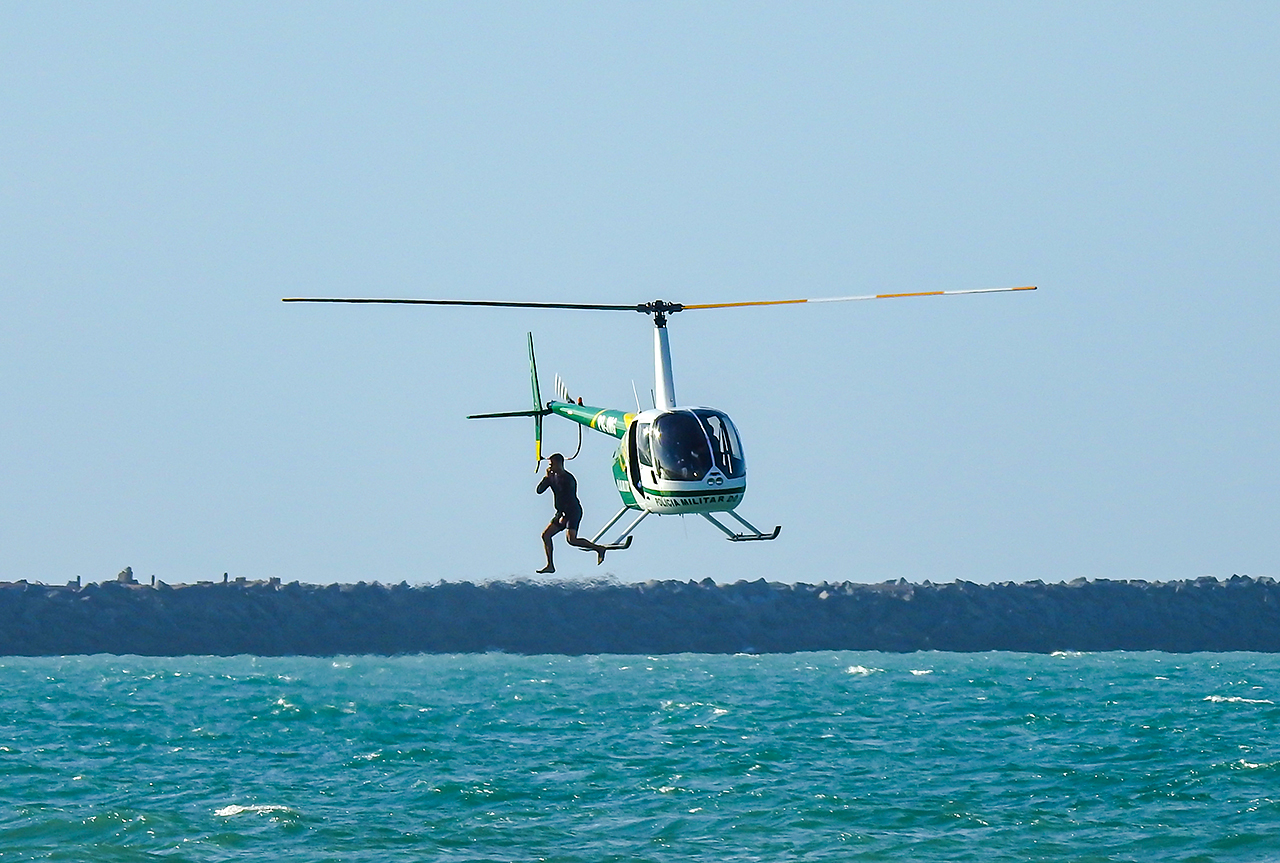
Polícia Militar do Estado do Piauí fazendo treinamento no Litoral do Piauí

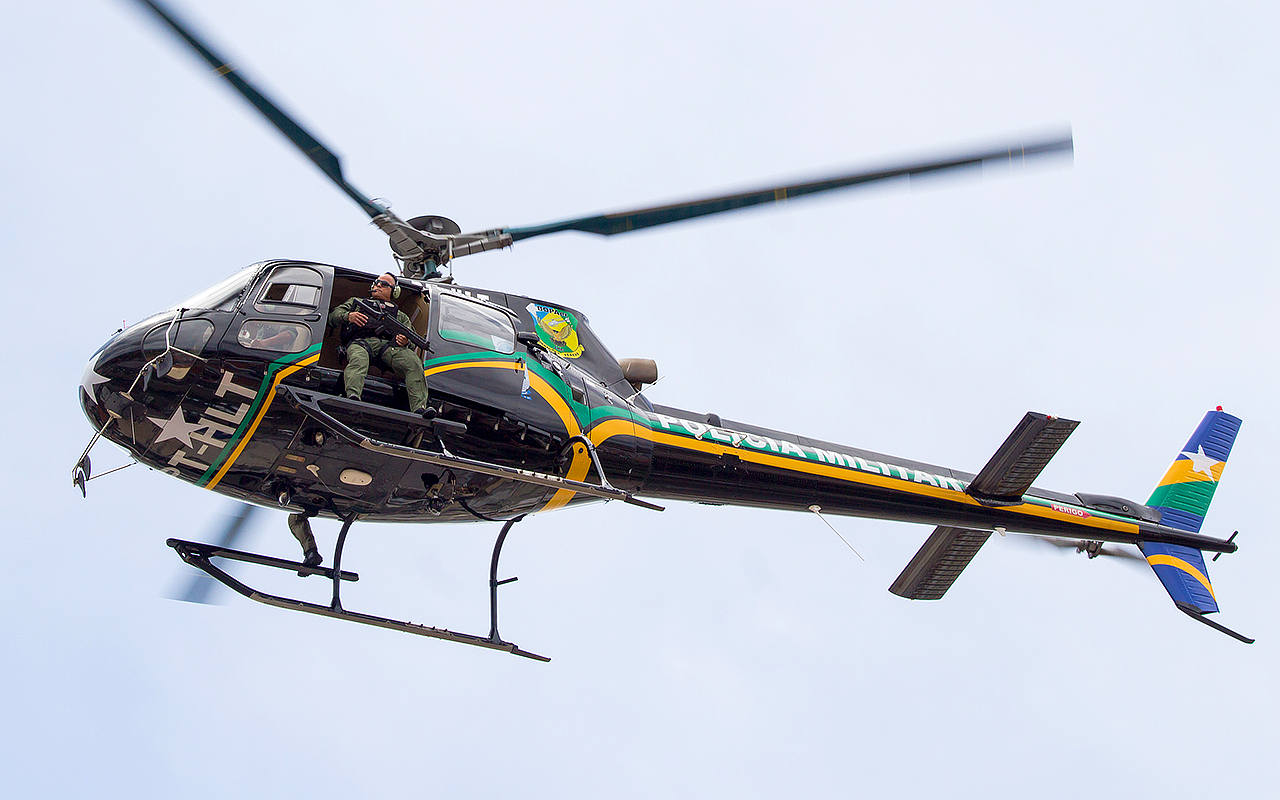
Helicóptero usado pela Polícia Militar do Estado do Piauí PT-HLT Helibrás HB-350B Esquilo

A Polícia Militar do Estado do Piauí (PMPI) tem por função primordial o policiamento ostensivo e a preservação da ordem pública no Estado do Piauí. Ela é Força Auxiliar e reserva do Exército Brasileiro e integra o Sistema de Segurança Pública e Defesa Social do Brasil. Seus integrantes são denominados militares dos Estados, assim como os membros do Corpo de Bombeiros do Estado.

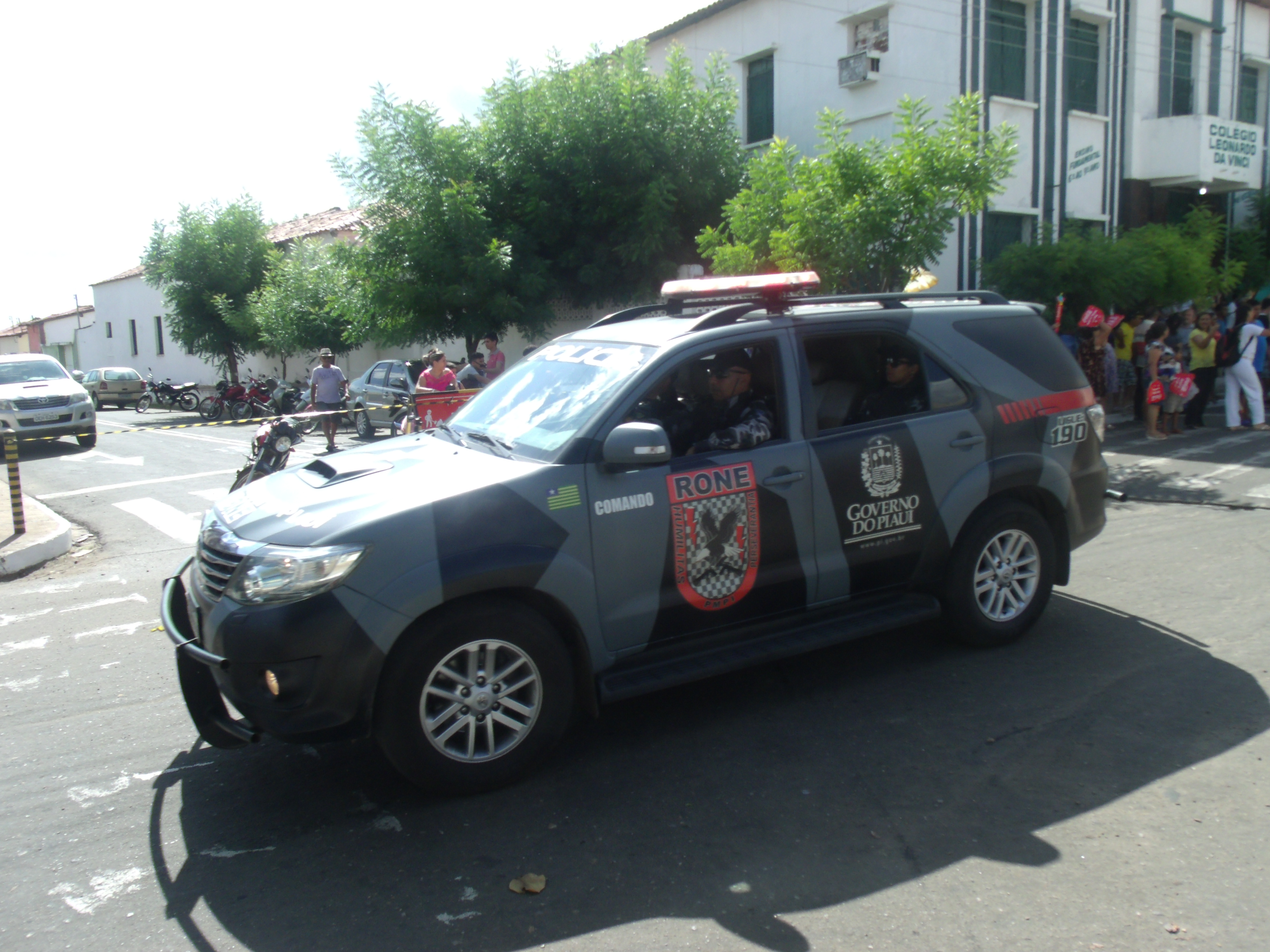
Veículo do RONE.

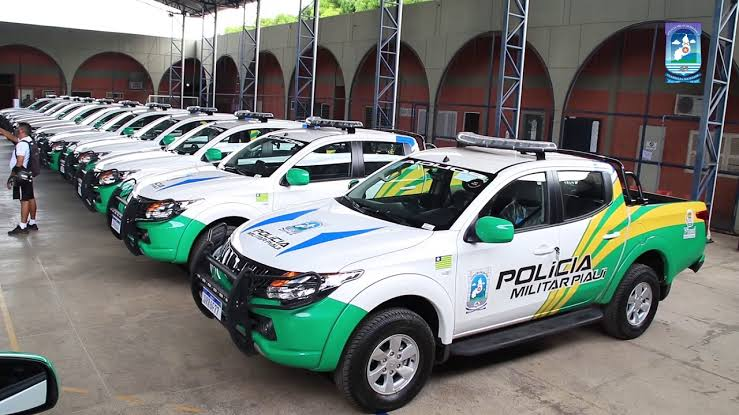
Viaturas em uso atualmente pela PMPI

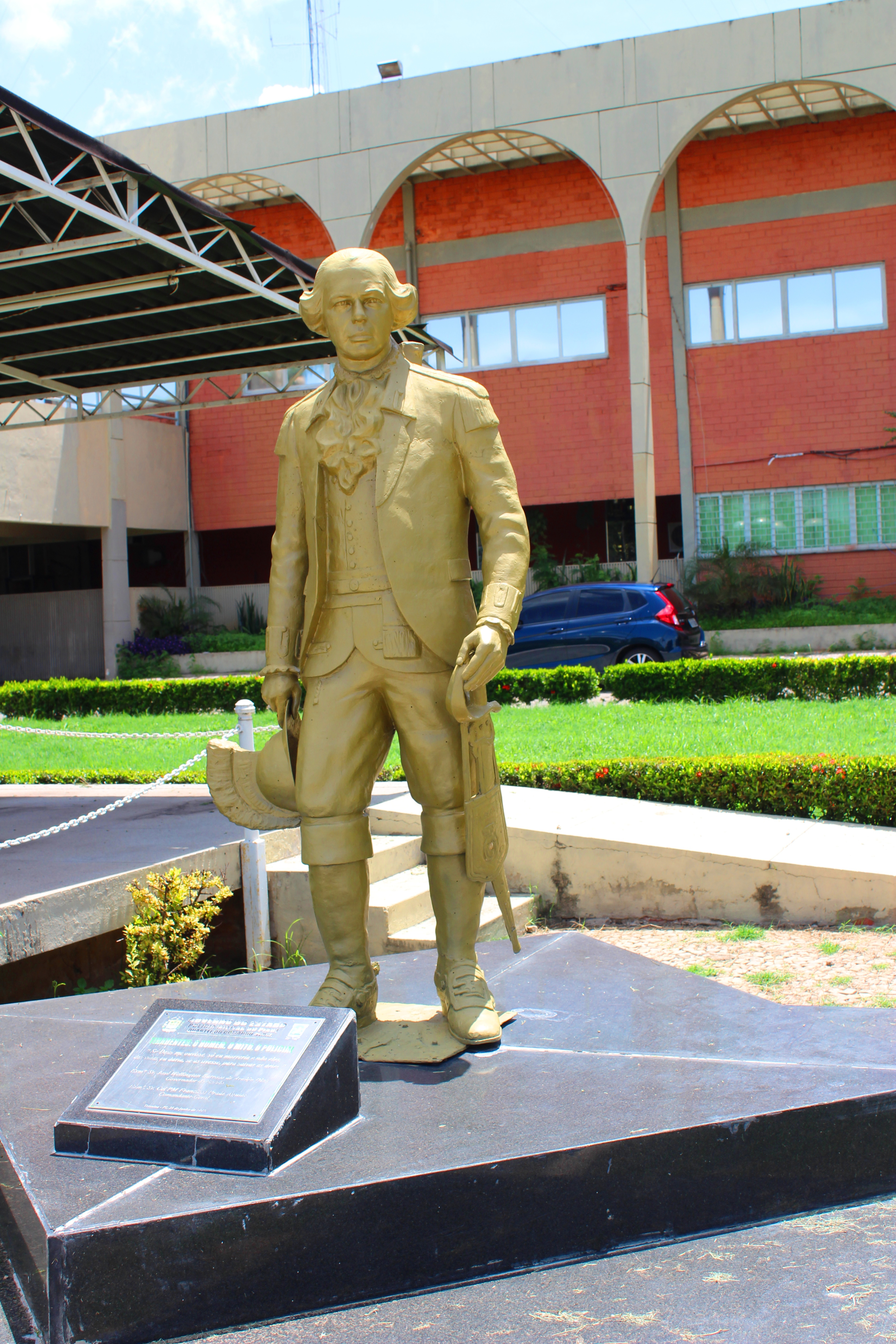
Estátua de Tiradentes, feita por Clauberto Santos, na praça do palácio do QCG.

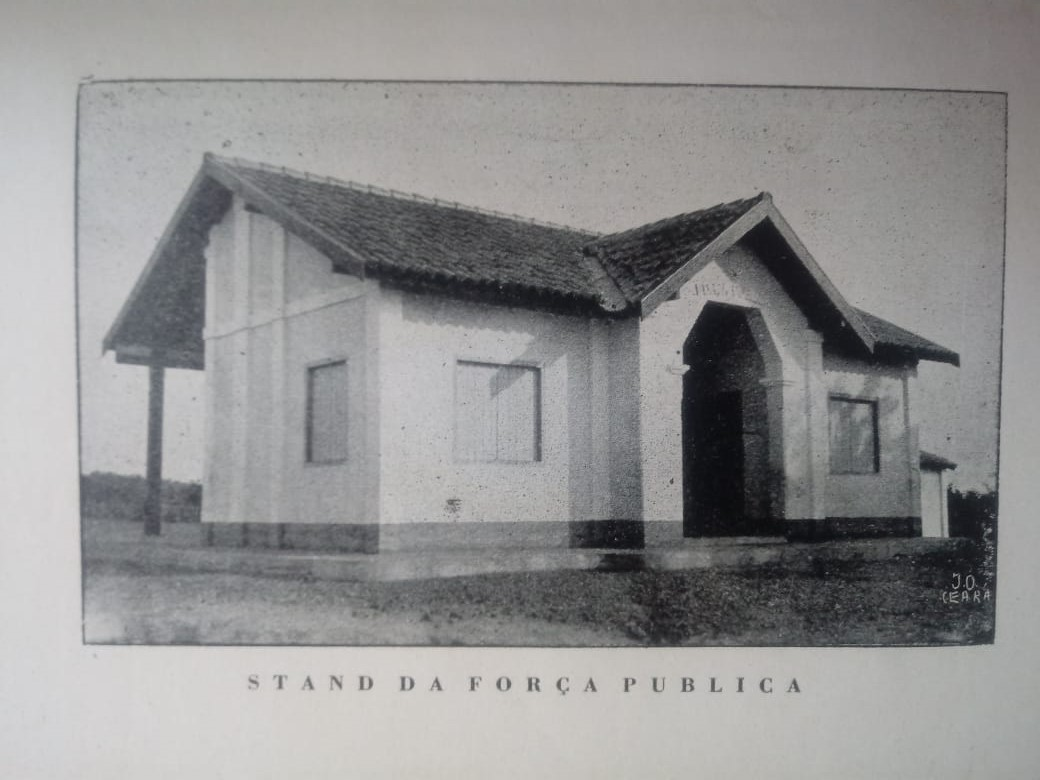
Posto da Força Pública no Anuário do Piauí em 1935. Na frente, em alto relevo, tem o brasão do Piauí e a inscrição "Força Publica"

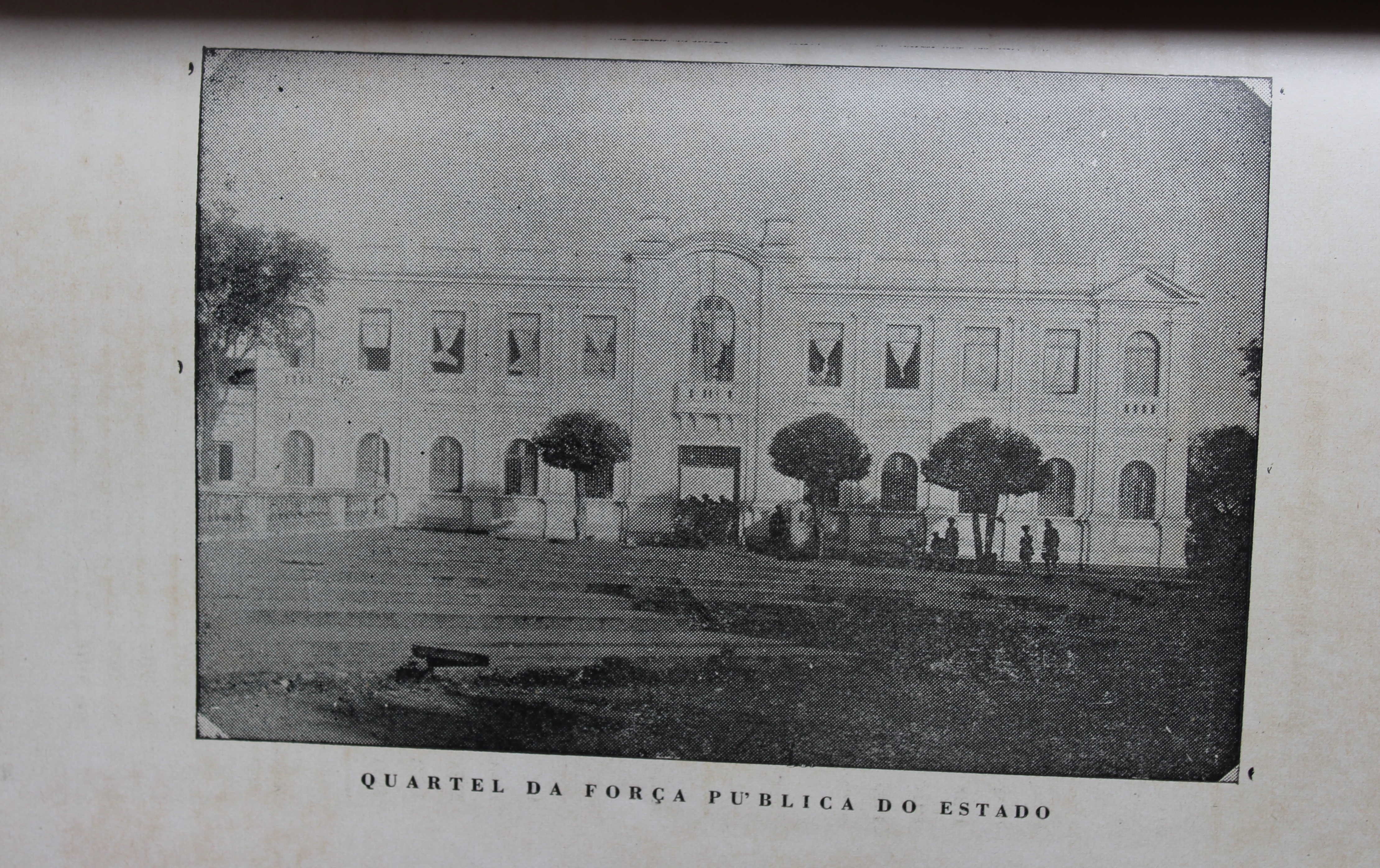
Quartel da Força Pública do Piauí em 1935. Atual Central de Artesanato Mestre Dezinho. (Foto: Anuário Piauí 1935)

## História

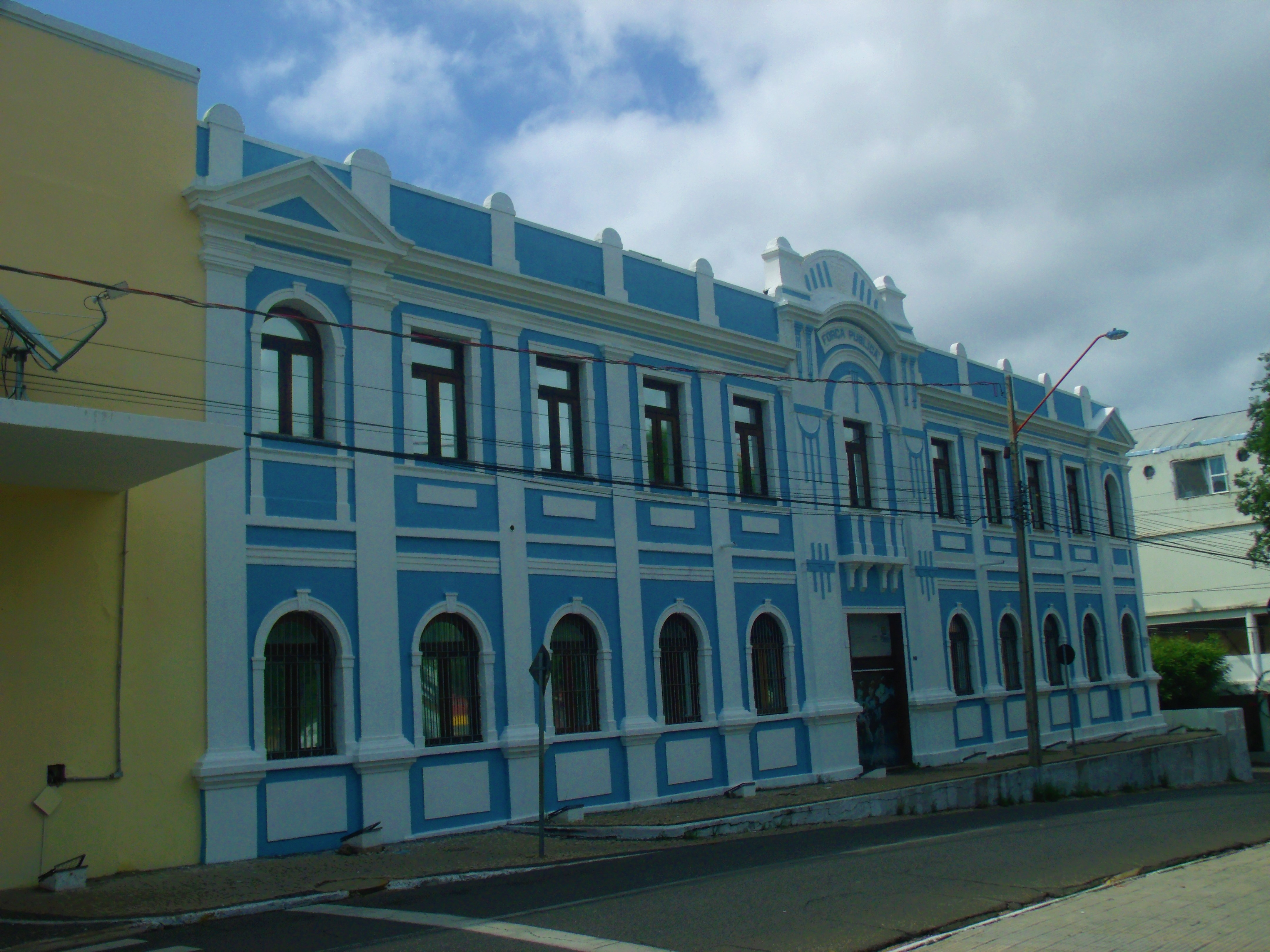
Edifício histórico do antigo quartel da Força Pública, na Praça Pedro II, em Teresina, atual Central de Artesanato Mestre Dezinho.

Desde o tempo do período colonial que o governo da Capitania do Piauí já possuía uma tropa policial como também nos anos inicias do Império do Brasil e sua oficialização como estrutura policial veio com a resolução provincial nº 13, de 25 de junho de 1935, que institui o Corpo de Polícia Provincial da Província do Piauí. Por documentação de 1845 a corporação passou, na prática ter salário maior que o dos militares do exército época em que passou a adotar o regulamento do Conde de Lippe para o disciplinamento institucional. Em 1859, pela resolução 457, determinou que seus membros ficariam sujeitos a castigos físicos como penalidade por delitos cometidos por policiais, mas em 1865 outro documento manda abolir o castigo físico, mas impõe a perda proporcional de vencimentos sem prejuízos de outra pena correcional.

## Surgimento das Polícias Militares
O surgimento das policias militares brasileiras deu-se em Minas Gerais, onde já havia uma estrutura de força militar com funções semelhantes às de policiamento e controle social desde o período colonial. Em 1775, uma reorganização militar na capitania, com a criação do Regimento Regular de Cavalaria de Minas (RRCM), que é a célula mater da Polícia Militar de Minas Gerais (PMMG), resultou na substituição dos antigos terços por corpos auxiliares organizados em regimentos. Esse novo corpo atuava em atividades internas como patrulhamento e repressão, sendo empregado principalmente na proteção do escoamento do ouro pelas estradas reais até o litoral brasileiro e na preservação da ordem pública na capitania de Minas Gerais. Assim, marcando essa organização militar como uma das mais antigas expressões de força policial estruturada no Brasil, anterior ainda à criação da Guarda Real de Polícia no Rio de Janeiro em 1809. Portanto, a Polícia Militar de Minas Gerais é a polícia militar mais antiga do Brasil. A legislação imperial registra, ainda, a criação de outros corpos policiais nas províncias, como em 1818 no Pará, em 1820 no Maranhão, em 1825 na Bahia e em Pernambuco, e em 1834 no Espírito Santo.

## Quartel do Comando Geral - (QCG)
Quartel sede do Comando Geral da PMPI, localizado na Avenida Higino Cunha, nº 1750 Bairro Ilhotas Teresina-PI, para o melhor andamento das atividades administrativas, há no QCG várias Seções e Diretorias.
Órgãos de apoio:
- 1ª Seção do Estado Maior Geral (PM/1)
- 2ª Seção do Estado Maior Geral (PM/2)
- 3ª Seção do Estado Maior Geral (PM/3)
- 4ª Seção do Estado Maior Geral (PM/4)
- 5ª Seção do Estado Maior Geral (PM/5)
- 6ª Seção do Estado Maior Geral (PM/6), órgão de planejamento e orçamento.[7]
- Ajudância Geral

Os órgãos de direção:
- DAF - Diretoria de Administração Financeira;
- DGP - Diretoria de Gestão de Pessoas;
- DPL- Diretoria  de Patrimônio e Logística ;
- DEIP- Diretoria de Ensino, Instrução e Pesquisa;
- DS- Diretoria de Saúde;
- DINT- Diretoria de Inteligência;
- DCom- Diretoria de Comunicação Social;
- DPlan- Diretoria de Planejamento e Gestão Orçamentários;
- DITEC - Diretoria de Tecnologia da Informação, Telemática e Comunicação Operacional, constitui órgão de direção responsável, no âmbito da Policia Militar, pela qualidade, inovação, atualização tecnológica, suporte, treinamento, desenvolvimento e manutenção de sistemas, bem como pela manutenção do banco de dados, rede de rádio e de computadores da instituição.[7]

A PMPI é dividida em 09 (nove) grandes comandos, sediados no QCG:
- Comando de Policiamento Metropolitano (CPM)
- Comando de Policiamento do Litoral Meio-Norte (CPLMN)
- Comando de Policiamento do Semiárido (CPSA)
- Comando de Policiamento dos Cerrados (CPCE)
- Comando de Policiamento Especializado (CPE)
- Comando de Polícia Comunitária (CPCOM)
- Comando de Aviação e Operações Aéreas (COPAer)
- Comando de Policiamento de Trânsito (CPTRAN)
- Comando de Policiamento Ambiental (CPA)

## Unidades de Apoio
- Academia de Policia Militar do Piauí (APMPI) - Unidade escolar subordinada à Diretoria de Ensino, Instrução e Pesquisa (DEIP)
- Centro de Formação e Aperfeiçoamento de Praças (CFAP) - Unidade escolar subordinada à Diretoria de Ensino, Instrução e Pesquisa (DEIP)

## Comando de Policiamento da Metropolitano - (CPM)
Com atuação na área que abrange os municípios que integram a Região Metropolitana e Grande Teresina, é o órgão que gerencia e coordena as circunscrições das seguintes unidades policiais militares:
- 1º Batalhão de Polícia Militar
- 5º Batalhão de Polícia Militar
- 6º Batalhão de Polícia Militar
- 8º Batalhão de Polícia Militar
- 9º Batalhão de Polícia Militar
- 13º Batalhão de Polícia Militar
- 16º Batalhão de Polícia Militar
- 17º Batalhão de Polícia Militar
- 18º Batalhão de Polícia Militar
- 21º Batalhão de Polícia Militar
- 22º Batalhão de Polícia Militar
- 26º Batalhão de Polícia Militar
- 29º Batalhão de Polícia Militar

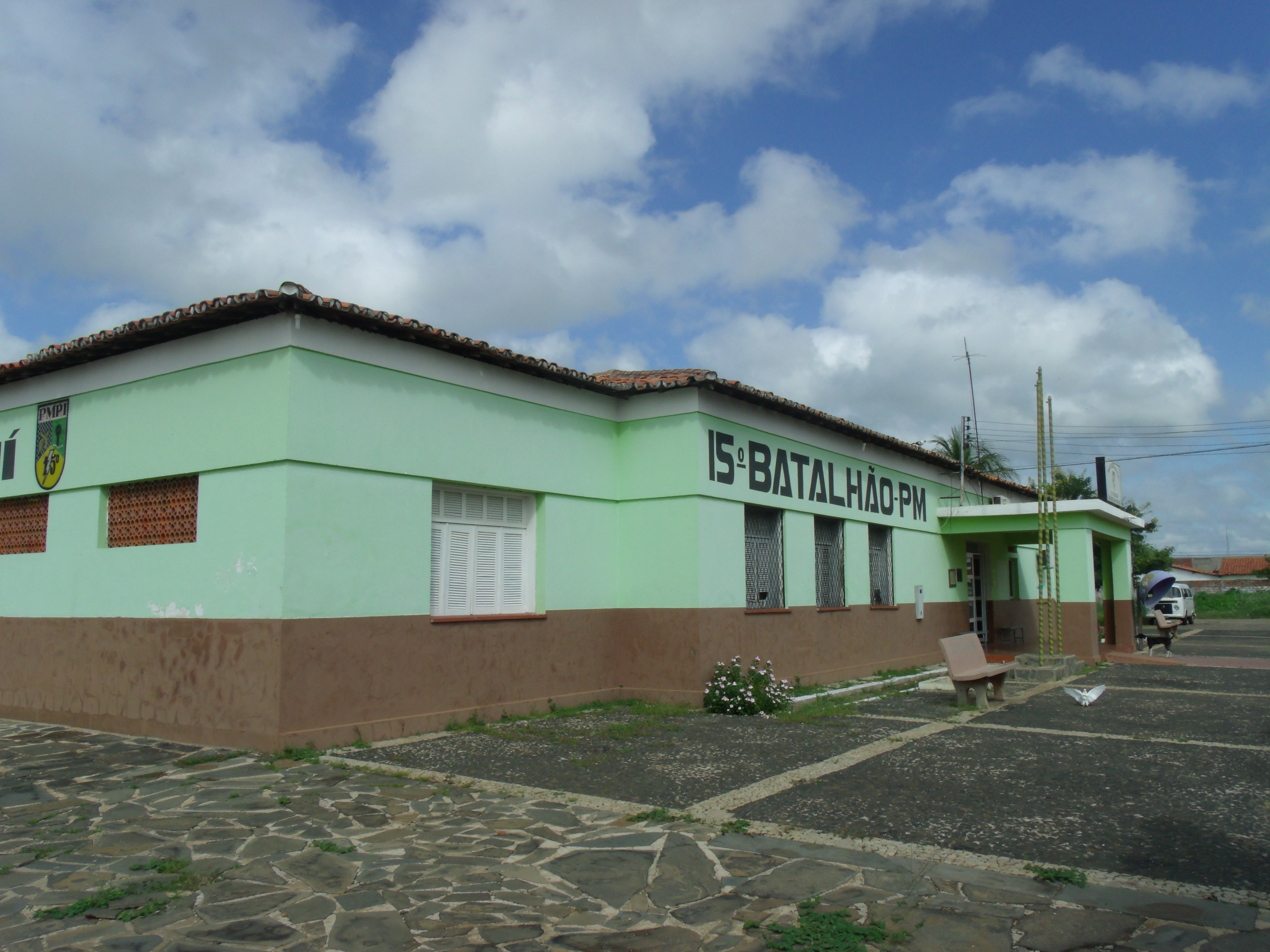
15º Batalhão Heróis do Jenipapo, em Campo Maior

- Batalhão de Polícia Rodoviária Estatual (BPRE)
- Batalhão de Policiamento de Guardas (BPGDas)

## Comando de Policiamento do Litoral Meio-Norte - (CPLMN)
Com atuação em toda a área que abrange os municípios que integram os Territórios de Desenvolvimento da Planície Litorânea, Cocais e Carnaubais, é o órgão que gerencia e coordena as circunscrições das seguintes unidades policiais militares:
- Companhia Independente de Policiamento Turístico (CIPTUR) - Luís Correia
- 2º Batalhão de Polícia Militar - Parnaíba
- 12º Batalhão de Polícia Militar - Piripiri
- 15º Batalhão de Polícia Militar  - Campo Maior;
- 25º Batalhão de Polícia Militar - Esperantina
- 27º Batalhão de Polícia Militar  - Parnaíba
- 30º Batalhão de Polícia Militar - Barras
- 11º Batalhão de Polícia Militar - São Raimundo Nonato
- 12º Batalhão de Polícia Militar  - Piripiri
- 14º Batalhão de Polícia Militar - Oeiras
- 15º Batalhão de Polícia Militar - Campo Maior

## Comando de Policiamento do Semiárido - (CPSA)
com atuação em toda a área que abrange os municípios que integram os Territórios de Desenvolvimento Vale do Sambito, Vale do Rio Guaribas, Vale do Canindé e Serra da Capivara, é o órgão que gerencia e coordena as circunscrições das seguintes unidades policiais militares:
- 4º Batalhão de Polícia Militar - Picos
- 11° Batalhão de Polícia Militar - São Raimundo Nonato
- 14º Batalhão da Polícia Militar - Oeiras
- 20º Batalhão da Polícia Militar - Paulistana
- 23º Batalhão da Polícia Militar - Valença do Piauí

## Comando de Policiamento do Semiárido - (CPCE)
com atuação em toda a área que abrange os municípios que integram os Territórios de Desenvolvimento Vale dos Rios Piauí e Itaueiras, Tabuleiros do Alto Parnaíba e Chapada das Mangabeiras, é o órgão que gerencia e coordena as circunscrições das seguintes unidades policiais militares:
- 3º Batalhão da Polícia Militar - Floriano
- 7º Batalhão da Polícia Militar - Corrente
- 10º Batalhão da Polícia Militar - Uruçuí
- 19º Batalhão da Polícia Militar - Bom Jesus
- 28º Batalhão da Polícia Militar - Canto do Buriti

## Comando de Policiamento Especializado
O Comando de Policiamento Especializado (CPE) foi criado em 2016,, por meio da Lei n° 6.792, de 19 de abril de 2016, em substituição ao então Comando de Missões Especiais, o qual havia sido criado pela Lei n° 6.199, de 27 de março de 2012. Com atuação em todo o Estado, é o órgão que gerencia e coordena as circunscrições das
seguintes unidades de policiamento ostensivo especializadas:
- Batalhão de Operações Policiais Especiais (BOPE)
- Batalhão de Polícia de Rondas Ostensivas de Natureza Especial (BPRONE)
- Batalhão de Polícia de Choque (BPCHOQUE)
- Batalhão de Polícia Rondas Ostensivas com Apoio de Motocicletas (BPROCAM)
- Batalhão Especial de Policiamento do Interior (BEPI)
- Regimento de Policiamento Montado (RPMont)

## Comando de Policiamento Comunitário
O Comando de Policiamento Comunitário (CPCom) foi criado em 2012, com circunscrição em todo Estado do Piauí e a seguinte estrutura básica organizacional:
- Comando;
- Subcomando e Chefe do Estado Maior - exercida pelo comandante do BPCom;
- Ajudância/Secretaria - exercida pelo subcomandante do BPCom.

O CPCom é responsável pela coordenação, gerenciamento, planejamento e fiscalização das atividades das unidades de policiamento comunitário das Unidades de Policiamento Comunitário (BPCOM e CIPE).
- Batalhão de Polícia Comunitária (BPCom) - Ronda Cidadão

| 1ª Companhia Centro | 5ª Companhia Zona leste | 6ª Companhia Zona sul | 8ª Companhia Zona sudeste | 9ª Companhia Zona norte |

- 1ª Companhia Destacada de Policiamento Comunitário - Picos
- 2ª Companhia Destacada de Policiamento Comunitário - Parnaíba
- Companhia Independente de Policiamento Escolar (CIPE)